# August Kovačec
August Kovačec (Donje Jesenje, 6. kolovoza, 1938.), akademik, profesor, leksikograf, te član Hrvatske akademije znanosti i umjetnosti (HAZU).

## Obrazovanje
Gimnaziju pohađao 1948-1956. u Krapini, gdje je 1956. godine maturirao. Na Filozofskom fakultetu u Zagrebu studirao 1956-1960., a 1960. godine diplomirao francuski jezik i književnost i ruski jezik i književnost. Pokraj dvopredmetnoga studija (francuski i ruski) pohađao nastavu talijanskog, portugalskog, španjolskog te češkog, sanskrta i paleobalkanistike, a samostalno se sustavno bavio rumunjskim i upućivao se u druge romanske jezike.
Za vrijeme boravka na Sveučilištu u Bukureštu bavio se proučavanjem romanske lingvistike, a posebnu je pozornost posvetio rumunjskoj povijesti jezika i dijalektologiji (pohađao nastavu kod akad. Alexandrua Rosettija i prof. dr. Jacquesa Bycka) te romanistici i hispanistici (nastava kod akad. Iorgua Iordana). Radi boljeg ovladavanja balkanistikom, prošao dvogodišnju intenzivnu nastavu albanskog. Istodobno se koristio bogatom knjižnicom Rumunjske akademije. Potkraj 1961. stupio u vezu s akad. Emilom Petroviciem sa Sveučilišta u Cluju, stručnjakom za lingvističku geografiju i slavensko-romanske jezične veze, koji mu je dao mnogo vrijednih sugestija za izradbu doktorata. Od 1960. do 1962. godine bio je lektor hrvatskoga jezika na Sveučilištu u Bukureštu. Doktorirao 1965. disertacijom Opis današnjeg istrorumunjskog, temeljeći se na strukturalističko-funkcionalističkoj metodologiji i na uvjerenju da svi mjesni govori (ovdje istrorumunjski) funkcioniraju kao potpuni i živi sustavi za komunikaciju. Akad. godinu 1966/1967. proveo je u Parizu usavršavajući se u općoj lingvistici kod prof. Andréa Martineta, te u indoeuropskoj i općoj lingvistici kod prof. Émilea Benvenistea. Osim povijesti francuskoga jezika, francuske historijske gramatike i romanske lingvistike, u Bibliothèque Nationale u Parizu – radi boljega uvida u jezičnu povijest Francuske – proučavao je, među ostalim, okcitanski (provansalski), katalonski i baskijski. 

## Aktivnosti
Od 1968. predaje na Postdiplomskom studiju lingvistike na Filozofskom fakultetu u Zagrebu, a do 1990. redovito je predavao i na postdiplomskim studijima u Dubrovniku. God. 1978/1979. i 1979/1980. bio predstojnik (“dekan”) Odjela za jezike i književnosti Filozofskog fakulteta. Od 1991. stalni je vanjski suradnik Leksikografskoga zavoda “Miroslav Krleža”: od 1991. do 1996. glavni urednik “Hrvatskoga općeg leksikona” i od 1996. pomoćnik glavnoga urednika “Hrvatske enciklopedije”, te glavni urednik od četvrtog do osmog sveska. 

## Nastavna djelatnost
Redovito održava nastavu na Odsjeku za romanske jezike i književnosti Filozofskoga fakulteta iz predmeta koji se tiču poredbene romanske lingvistike te povijesti francuskoga i španjolskog jezika. Na Postdiplomskom studiju lingvistike, osim nastave za romaniste, održava, u okviru opće nastave, nastavu u vezi s temama iz funkcionalne lingvistike (Martinetovskog strukturalizma), jezičnih kontakata, povijesne fonologije, jezične povijesti istočne obale Jadrana te balkanistike.

## Znanstveni rad
Od 1997. do 2000. sudjelovao na jednom znanstvenom skupu u Hrvatskoj (s priopćenjem koje je objavljeno) te na tri skupa u Italiji (Trst, Udine, Venecija), s jednim priopćenjem koje je objavljeno te dva predavanja koja još nisu objavljena. 

Sudjelovanje na projektu “Hrvatske enciklopedije”.

Suradnik na znanstvenom projektu “Supostavna gramatika francuskog i hrvatskog” (voditelji prof. dr. Miro Kačić, dr. Dražen Varga) 

Savjetnik u znanstvenom projektu “Jezični atlas Istre” (voditelj prof. dr. Goran Filipi).

## Djela
- Descrierea istroromânei actuale (Opis današnjeg istrorumunjskog), Editura Academiei Republicii Socialíste România, Bukurešt, 1971.
- André Martinet, Osnove opće lingvistike, 1982. (prijevod)
- Istrorumunjsko-hrvatski rječnik: (s gramatikom i tekstovima), Znanstvena udruga Mediteran, Pula, 1998.
- Ferdinand de Saussure, Tečaj opće lingvistike, 2000., (prijevod)
- Branimir Glavičić: 1926. – 2010., Hrvatska akademija znanosti i umjetnosti, Zagreb, 2011. (ur.)
- Josip Vončina: 1932. – 2010., Hrvatska akademija znanosti i umjetnosti, Zagreb, 2012. (ur.)
- Petar Šimunović: 1933. – 2014., Hrvatska akademija znanosti i umjetnosti, Zagreb, 2016. (ur.)

## Nagrade
- 1972.: Nagrada Rumunjske akademije za najbolju knjigu protekle godine o rumunjskom jeziku: Descrierea istroromânei actuale, Bukurešt, 1971.
- 1997.: Medalja Leksikografskoga zavoda Miroslav Krleža za uređivanje Hrvatskoga općeg leksikona.
- 2009.: Kiklop za leksikografsko djelo: Tomislav Ladan, August Kovačec: Život riječi. Etimologija i uporaba
- 2009.: Državna nagrada za znanost Republike Hrvatske u području humanističkih znanosti

## Vanjske poveznice
- Životopis na stranicama HAZU
- dr.sc. August Kovačec, red. prof. u miru i professor emeritus, Odsjek za romanistiku Filozofskog fakulteta Sveučilišta u Zagrebu